# Di Air
Di Air je černohorská soukromá charterová letecká společnost se sídlem na mezinárodním letišti Golubovci v Podgorice. 
Na černohorském trhu je to největší charterový letecký dopravce, provozuje přes 30 pravidelných charterových linek během celého roku. 

## Historie
Letecká společnost byla založena v roce 1997, původně pod názvem Pelican Blue Line. Plnohodnotným vlastníkem aerolinek  je Dragan Ivančević. V březnu 2012 měla společnost přes 7 zaměstnanců. 

## Flotila
stav k lednu 2012
AOC - ME-AOC-02
- 1 Cessna Citation 500 4O-OOO aircraft - 6 PAX
- 1 PA-42 Cheyenne IIIA 4O-IOO aircraft - 7 PAX

FTO - JAA FCL 1 - ME-FTO-01
- 1 Piper PA-42 Cheyenne IIIA 4O-IOO
- 1 Piper PA-44 Turbo Seminole 4O-BWW
- 1 Cessna F172N 4O-DNA
- 1 Piper PA-38 Tomahawk 4O-DNB
- 1 Piper PA-38 Tomahawk 4O-DNC
- 1 Piper PA-38 Tomahawk 4O-DND
- 1 Pitts Special S-2B 4O-DOO

## Destinace
Letecká společnost Di Air provozuje následující pravidelné charterové linky:
- z Podgorice: Alžír, Ankara, Atény-Elefthérios Venizélos, Berlín-Schönefeld, Bělehrad, Bratislava, Brusel-Zaventem, Budapešť, Bukurešť-Otopeni, Curych, Káhira, Kodaň-Kastrup, Kyjev-Boryspil, Larnaka, Londýn-Biggin Hill, Lublaň, Madrid, Malta, Moskva-Domodědovo, Paříž-Orly, Praha-Ruzyně, Řím-Fiumicino, Sarajevo, Skopje, Sofie, Stockholm-Arlanda, Tel Aviv, Tirana, Tripolis, Varšava, Vídeň, Záhřeb

- z Tivatu: Berlín-Schönefeld, Bělehrad, Brusel-Zaventem, Madrid, Moskva-Domodědovo, Praha-Ruzyně, Varšava